# Козюбчик Андрій Михайлович
Андрій Михайлович Козюбчик (псевдо: «Орест»; нар. 3 серпня 1981; Кривий Ріг, Дніпропетровська область — пом. 17 серпня 2014, Піски, Донецька область) — український військовик, вояк Добровольчого Українського корпусу «Правий сектор».

## Життєпис
Андрій Козюбчик народився у Кривому Розі. Останні кілька років мешкав у Івано-Франківську. Був офіцером ВО «Тризуб ім. Степана Бандери».
Активний учасник протистоянь на Грушевського та протистоянь 18-20 лютого на Майдані. Один із засновників руху Правий Сектор під час революції Гідності. Військовий ДУК «Правий сектор».

## Обставини загибелі
Загинув 17 серпня 2014 року під час виконання бойового завдання в районі селищі Піски, Ясинуватський район, Донецька область.
Залишилася мати.
Місце поховання: Кривий Ріг, Дніпропетровська область.

## Нагороди
- Рішенням криворізької міської ради, від 16 лютого 2015 року, нагороджений орденом «За заслуги перед містом» III ступеня (посмертно).
- Нагороджений відзнакою ДУК ПС «Бойовий Хрест Корпусу» (посмертно, № відзн. 042. Наказ № 124/18 від 01 липня 2018 року)[2].

## Вшанування пам'яті
- На його честь 24 квітня 2024 перейменовано вулицю Озерну в Саксаганському районі міста Кривий Ріг.[3][4]
- У Кривому Розі, на будинку, де мешкав Андрій Козюбчик, було встановлено меморіальну дошку на його честь[5]. А у 2019 році ковалі викували присвячений воїну сонячний годинник, який встановлять у Миргороді[джерело?].
- Його портрет розміщений на меморіалі «Стіна пам'яті полеглих за Україну» у Києві: секція 3, ряд 1, місце 10.
- Вшановується 17 серпня на щоденному ранковому церемоніалі вшанування українських захисників, які загинули цього дня у різні роки внаслідок російської збройної агресії[6]
- 17 серпня 2024 року, ГО «Права Молодь» у м. Кривий Ріг (молодіжне крило Руху "Правий Сектор") та бійці «ДУК» - вшанували десяту річницю з дня загибелі бійця.[7]